# The Highwaymen (folkgroep)
The Highwaymen was een Amerikaanse folkrockband.

## Bezetting
- Bobby Burnett[2] (Providence, 7 februari 1940 - East Providence, 8 december 2011) - (gitaar). Hij studeerde vanaf 1964 aan de Harvard Law School en werd later bankier.
- Steve Butts[3] (New York, 1940) - (gitaar, bas). Hij werd later administrateur bij verschillende universiteiten, promoveerde aan de Columbia-universiteit en studeerde statistiek en barokmuziek.
- Chan Daniels[4] (Buenos Aires, 1 januari 1940 - 2 augustus 1975) - (zang, gitaar).
- Dave Fisher[5] (New Haven, 19 juli 1940 - Rye, 7 mei 2010) (leadgitaar, tenor). Na de ontbinding van de Highwaymen nam hij meerdere soloplaten op, daarna werkte hij als componist en arrangeur bij film en televisie.
- Steve Trott[6] (Glen Ridge, 12 december 1939) (tot 1962: gitaar, bariton). Na een juridische studie aan de Harvard Law School werd hij rechter.
- Gil Robbins[7] (Spokane, 3 april 1931 - Esteban Cantú, (Mexico), 5 april 2011). Na de ontbinding van de Highwaymen werd hij manager van de Gaslight Club in Greenwich Village.

## Geschiedenis
In de herfst van 1958 traden de vier studenten Fisher, Butts, Burnett en Daniels van de Wesleyan University in Middletown voor de eerste keer op als Schots-Ierse folkband The Clansmen. Tijdens de repetities voor een universiteitsshow vervoegde zich gitarist Steve Trott bij de band. Na meerdere succesvolle optredens zette het kwintet zich in om een platencontract te verkrijgen. Dit lukte aan het begin van 1959 bij United Artists Records. Ken Greengrass werd hun manager, die zorgde voor een naamswijziging van de band naar The Highwaymen.
Tijdens de late zomer van 1960 publiceerde United Artists de eerste gelijknamige lp met deels zelfgeschreven songs, geproduceerd door Don Costa. De plaat veroorzaakte evenzo weinig aandacht als de debuutsingle met de singles Santiano en Michael row the boat ashore. Pas toen een handelaar in Connecticut begon reclame te maken voor de B-kant Michael row the boat ashore en andere handelaars en diskjockeys hem volgden, steeg de vraag naar de plaat vooreerst in het noordoosten van de Verenigde Staten en later landelijk. In de Billboard-hitlijst werd het nummer voor de eerste keer in juli 1961 genoteerd en belandde uiteindelijk in september op de toppositie. De song werd ook een internationaal succes, ook in het Verenigd Koninkrijk bereikte het nummer de toppositie. In de Verenigde Staten werd het publiek na het succes van de song ook opmerkzaam op de lp The Highwaymen, die alsnog de lp-hitlijst (#42) haalde.
Ook met hun tweede single The Gypsy Rover (#42) / Cotton Fields (#13), die werd gepubliceerd in oktober 1962, waren The Highwaymen succesvol. Net als bij de eerste single, kreeg de B-kant Cotton Fields de voorkeur. Met I'm on My Way (1962, #90) en The Bird Man (1962, #64) bereikte de band weer de Billboard Hot 100. Alle daarop volgende publicaties werden niet genoteerd. Tot 1964 bracht United Artists twaalf singles en acht lp's uit.
In 1962 hadden de vijf bandleden hun diploma's gehaald, vestigden zich in Greenwich Village en sloegen hun hoofdkwartier op in de Gaslight Club. Eerder werd Steve Trott vervangen door Gil Robbins van de Belafonte Singers. Zes maanden lang traden The Highwayman op in een viermansformatie, toen Bob Burnett werd opgeroepen voor zijn militaire dienstplicht. Na hun lp Spirit and the Flesh werd de band ontbonden in 1964. Terwijl Bob Burnett, Chan Daniels en Steve Butts een studie begonnen, zetten Dave Fisher en Gil Robbins hun muzikale carrière voort in andere formaties. De naam The Highwaymen bleef behouden, want hij werd door ABC-Paramount verworven en doorgegeven aan een nieuw collectief, waarmee al in 1965 platen werden gepubliceerd.

## Discografie

### Singles
- 1960:	Michael / Santiano
- 1961:	The Gypsy Rover / Cotton Fields
- 1962:	I'm on My Way / Whiskey in the Jar
- 1962:	The Bird Man / Cindy, Oh Cindy
- 1962:	I Know Where I'm Going / Well, Well, Well
- 1963:	I Never Will Marry / Pretoria
- 1963:	All My Trials / Midnight Train
- 1963:	Universal Soldier / I'll Fly Away
- 1963:	Roll on Columbia, Roll on / The Tale of Michael Flynn
- 1964:	The Sinking of the Reuben James / Bon Soir
- 1964:	Sweet Mama Tree Top Tall / Nellie
- 1964:	Michael '65 / Puttin' on the Style

### Lp's (United Artists Records)
- 1960:	The Highwaymen
- 1961:	Standing Room Only
- 1962:	Encore
- 1963:	March On, Brothers
- 1963:	Hootenanny
- 1964:	One More Time
- 1964:	Homecoming
- 1964:	Spirit and the Flesh